# 대한민국 조경박람회
대한민국 조경박람회는 2008년 5월 29일부터 6월 2일까지 코엑스 태평양홀에서 개최된 박람회이다. 한국조경사회, 환경조경발전재단, 리드엑스포가 주최하고 국토해양부, 산림청, 서울특별시청, 한국토지공사, 대한주택공사, 한국수자원공사, 한국도로공사, SH공사가 후원하였다. 같은 기간 대서양홀에서는 국제 방송음향조명기기 전시회가 개최되었다.

## 같이 보기
- 국제 방송음향조명기기 전시회